# Wąsice
Wąsice (niem. Wundschütz)– wieś w Polsce położona w województwie opolskim, w powiecie kluczborskim, w gminie Wołczyn.
W latach 1974–1998 miejscowość administracyjnie należała do ówczesnego województwa opolskiego.
W Wąsicach znajduje się Ochotnicza Straż Pożarna, szkoła podstawowa i przedszkole. 07 lipca 2003 roku zorganizowano pierwsze w Polsce wybory Mistera Wąsa. W miejscowości są następujące ulice: Opolska, Młyńska, Główna, Kuźnicka, Brynicka i Ciemna.

## Historia
W XIX w. wieś posiadała pieczęć gminną, na której wizerunku przedstawiono popiersie mężczyzny z okazałymi wąsami.

## Zabytki
Do wojewódzkiego rejestru zabytków wpisane są:
- park z aleją dojazdową, z XIX wieku

Inne zabytki:
- kościół pod wezwaniem św. Anny